# Pseudechiniscus quadrilobatus
Pseudechiniscus quadrilobatus är en djurart som tillhör fylumet trögkrypare, och som beskrevs av Iharos 1969. Pseudechiniscus quadrilobatus ingår i släktet Pseudechiniscus och familjen Echiniscidae. Inga underarter finns listade i Catalogue of Life.